# 堀江政生のほりほりラジオ
堀江政生のほりほりラジオ（ほりえまさおのほりほりラジオ）は2012年4月-6月にABCラジオで放送されたトーク番組である。

## 概要
2011年度下半期に放送された「おっちゃんラジオ」の木曜・金曜「堀江政生のフォルティシモでいこう!」の体裁を生かしたもので、ABCフレッシュアップベースボールの阪神タイガース戦ナイターが実施されない場合の土曜日18時から19時に放送された。
基本的には「フォルティシモでいこう!」の流れとほぼ同じく、1970年代-1980年代の邦楽・歌謡曲をリクエストを交えて紹介しながら、堀江政生と宇田満里子がフリートークを繰り広げるというものであった。
このスタンスは2012年シーズンオフにも生かされ、火曜日から金曜日までの19時から21:50の約3時間の生ワイドの後継番組「堀江政生のほりナビ!!」として放送される。
| ABCラジオ 土曜日18:00 - 18:30  | ABCラジオ 土曜日18:00 - 18:30 | ABCラジオ 土曜日18:00 - 18:30                                                                    |
| 前番組                         | 番組名                        | 次番組                                                                                           |
| ------------------------------ | ----------------------------- | ------------------------------------------------------------------------------------------------ |
| ニッカン・ザ・ライブ （第1期） | 堀江政生のほりほりラジオ      | ABCフレッシュアップベースボール ※中継カードがない場合はSET UP!! ↓ ニッカン・ザ・ライブ （第2期） |